# Bruinrugzigzag
Bruinrugzigzag (Elgiva solicita) is een vliegensoort uit de familie van de slakkendoders (Sciomyzidae). De wetenschappelijke naam van de soort is voor het eerst geldig gepubliceerd in 1780 door Harris.